# Вайтим

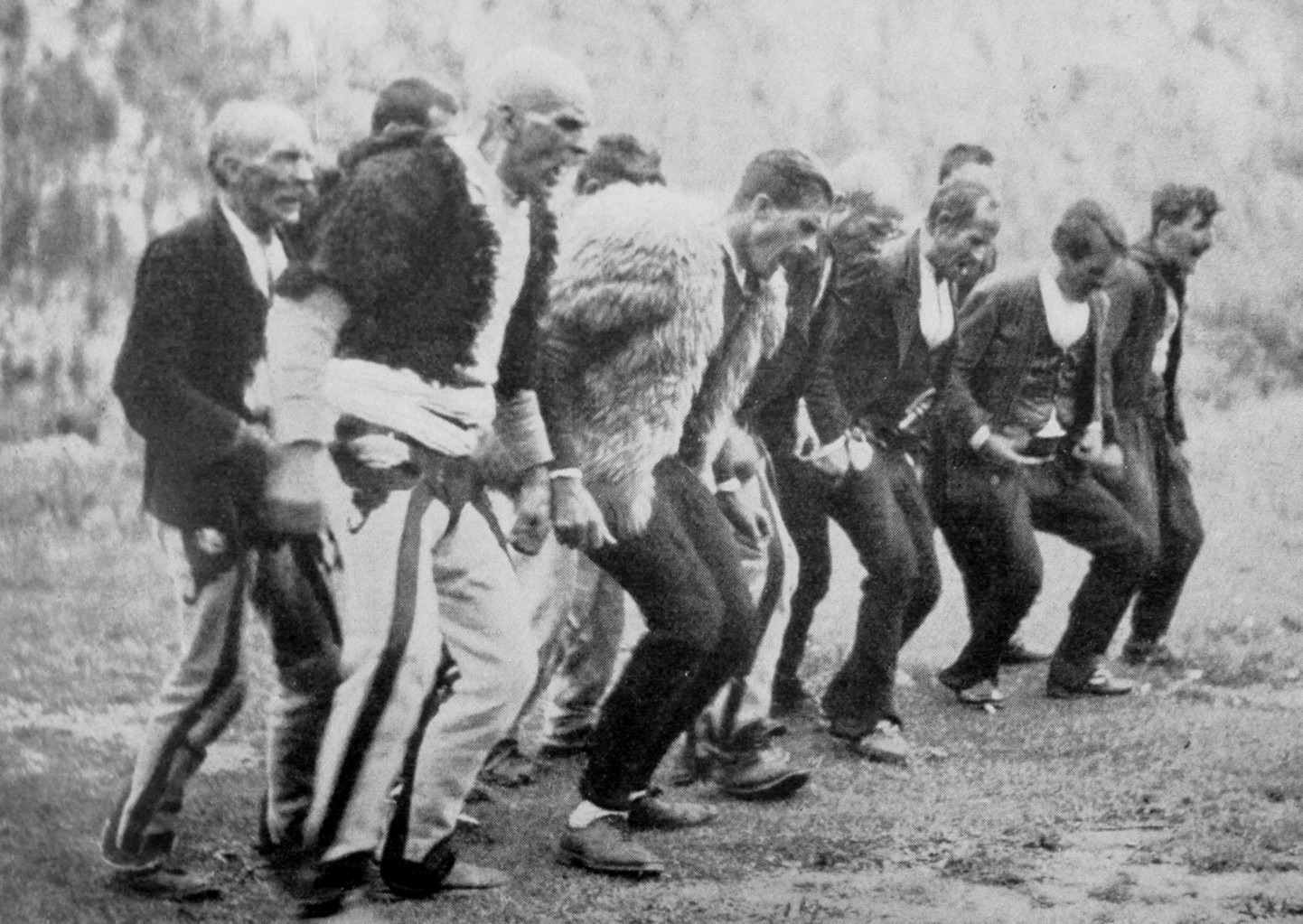
Практика Гьяме (альтернативно, gjëmë), обычая оплакивания умерших мужчинами племени в албанской племенной системе (fis). Снимок был сделан в 1937 году на похоронах Уйка Вуксани (Тета) антропологом Райнером Шульцем

Вайтим  (алб. vajtim) или гема (алб. gjëmë, на гегском диалекте gjâmë) — албанский обряд оплакивания умерших, а также связанный с ним жанр фольклора.

## В Южной Албании
В Южной Албании традиционно в оплакивании участвуют только женщины, одна из которых нараспев произносит стихотворный текст, прося покойного восстать из мёртвых и напоминая обо всём, чем он обладал и что ему было дорого, а хор вслед за этим исполняет рефрен. В прошлом состоятельные семьи нанимали профессиональных плакальщиц. В 1670 году османский путешественник Эвлия Челеби, посещая Гирокастру, был свидетелем этого обряда:

Жители Гирокастры оплакивают своих покойных родственников в течение сорока или пятидесяти, а порой до восьмидесяти лет. Каждое воскресенье родня умершего собирается в построенном на скорую руку домике и платит наёмным плакальщицам, которые рыдают, стенают и голосят, поднимая ужасный крик и шум. По воскресеньям никто не может оставаться в городе из-за воплей и причитаний. Я назвал Гирокастру городом плача. Удивительно, как наёмным плакальщицам удаётся рыдать с таким чувством — больше, чем о своих родственниках — о ком-то, кто умер сто лет назад и с кем они даже не знакомы. И как они их оплакивают! Они отказываются, только если истощены голодом.

Особая разновидность вайтима — E qara me ligje (с алб. — «Плач с причитаниями»), разновидность албанского изополифонического пения, характерная прежде всего для Лаберии.

## В Северной Албании
Gjâma e Burrave (с алб. — «Мужская похоронная песнь»), характерная для Северной Албании (прежде всего для Шкодера) и некоторых регионов Косово, исполняется только мужчинами и только при оплакивании мужчин. Албанцы Черногории, не участвуя в обряде сами, нанимают плакальщиков (gjâmatarë) из Северной Албании. В этом обряде участвует не менее десяти человек. Они бьют себя в грудь и царапают лицо, повторяя: «O i mjeri unë për ty o biri/nipi/miku jem» (с алб. — «Ах, я несчастный, ах, мой сын/племянник/друг»).
Происхождение Gjâma e Burrave связывают со смертью Скандербега в 1468 году. Эта версия основана на высказывании Марина Барлети о том, что Лека Дукаджини вырвал себе волосы и бороду в знак скорби о народном герое.
Традиция Gjâma e Burrave более распространена среди албанских католиков, чем среди мусульман, так как согласно исламу мужчинам запрещено оплакивать умерших.
При коммунистическом режиме этот обычай был запрещён, а после 1990 года началось его возрождение.
Традиция оплакивания умерших фигурирует в албанских песнях передовых воинов.